# Nasdaq Nordic
Nasdaq Nordic är en samlande benämning på den verksamhet som Nasdaq, Inc. bedriver i Norden och Baltikum. Med en betydande bas i Sverige driver Nasdaq börserna i Stockholm, Helsingfors, Köpenhamn, Reykjavik, Tallinn, Riga och Vilnius. Formellt finns det svenska bolagsnamnet Nasdaq AB med bifirman Nasdaq OMX AB (fram till 2015 OMX AB). Bolaget använder beteckningen Nasdaq Nordic för att referera till sin nordiska verksamhet som en helhet.
Företagets huvudkontor är beläget i det så kallade Fordhuset i Stockholms frihamn.

## Historia

### OMX
Företaget har genomgått ett antal sammanslagningar och namnbyten. Bokstäverna OM i namnet kommer ursprungligen från Optionsmäklarna OM som Olof Stenhammar startade 1984, och "X:et" kommer från när man gick samman med finska HEX. Bolaget bedrev från 2006 sin nordiska verksamhet under det samlande namnet The Nordic Exchange.[källa behövs]
I november 2007 köpte man även den armeniska börsen med avsikten att ta över den under 2008.

OMX AB:s logotyp som användes före namnbytet 2015.

OMX ägde även 10% i Oslobörsen men är för närvarande (september 2016) inte en betydande aktieägare i holdingbolaget Oslo Børs VPS Holding ASA.

### Uppköpt av Nasdaq
Den 25 maj 2007 lade Nasdaq ett bud på 25 miljarder. Den 27 maj kom det även ut uppgifter om att Dubaibörsens ägare DIFC även var intresserade av att ge sig in i budgivningen.
OMX blev en del av Nasdaq OMX Group i februari 2008.